# Castelbellino
Castelbellino település Olaszországban, Marche régióban, Ancona megyében. Lakosainak száma 4919 fő (2023. január 1.). Castelbellino Jesi, Maiolati Spontini és Monte Roberto községekkel határos.

## Népesség
A település lakossága az elmúlt években az alábbi módon változott:
| Lakosok száma | 4958 | 5009 | 4919 |
|               | 2017 | 2018 | 2023 |